# Xã Clover, Quận Hubbard, Minnesota
Xã Clover (tiếng Anh: Clover Township) là một xã thuộc quận Hubbard, tiểu bang Minnesota, Hoa Kỳ. Năm 2010, dân số của xã này là 154 người.